# Palazzolo Acréide
Palazzolo Acréide est une commune italienne de la province de Syracuse, en Sicile.

## Géographie
Palazzolo Acréide se trouve au sud-est de la Sicile, dans le Sud de l'Italie, dans les monts Hybléens (Monti Iblei).

## Histoire
Palazzolo Acréide s'appelait Akrai dans l'Antiquité. La ville est fondée par les Syracusains en 664 av. J.-C. La cité antique fut redécouverte au XVIe siècle par Tommaso Fazello.
En 1255, le château de Palazzolo est donné par le pape Alexandre IV, opposant au roi Manfred Ier de Sicile, à Roger Fimetta.

## Monuments
- Sur la colline d'Acremonte, zone archéologique : 
  - théâtre grec du IIIe siècle av. J.-C.
  - Bouleutérion
  - Latomies
  - Catacombes de Santa Lucia
- Église San Paolo
- Église de l'Annunziata (XVIIIe siècle)
- Église San Sebastiano, 1609
- Église de l'Immacolata
- Palais Caruso
- Palais Ferla
- Palais Ludica
- Palais Pizzo Guglielmo

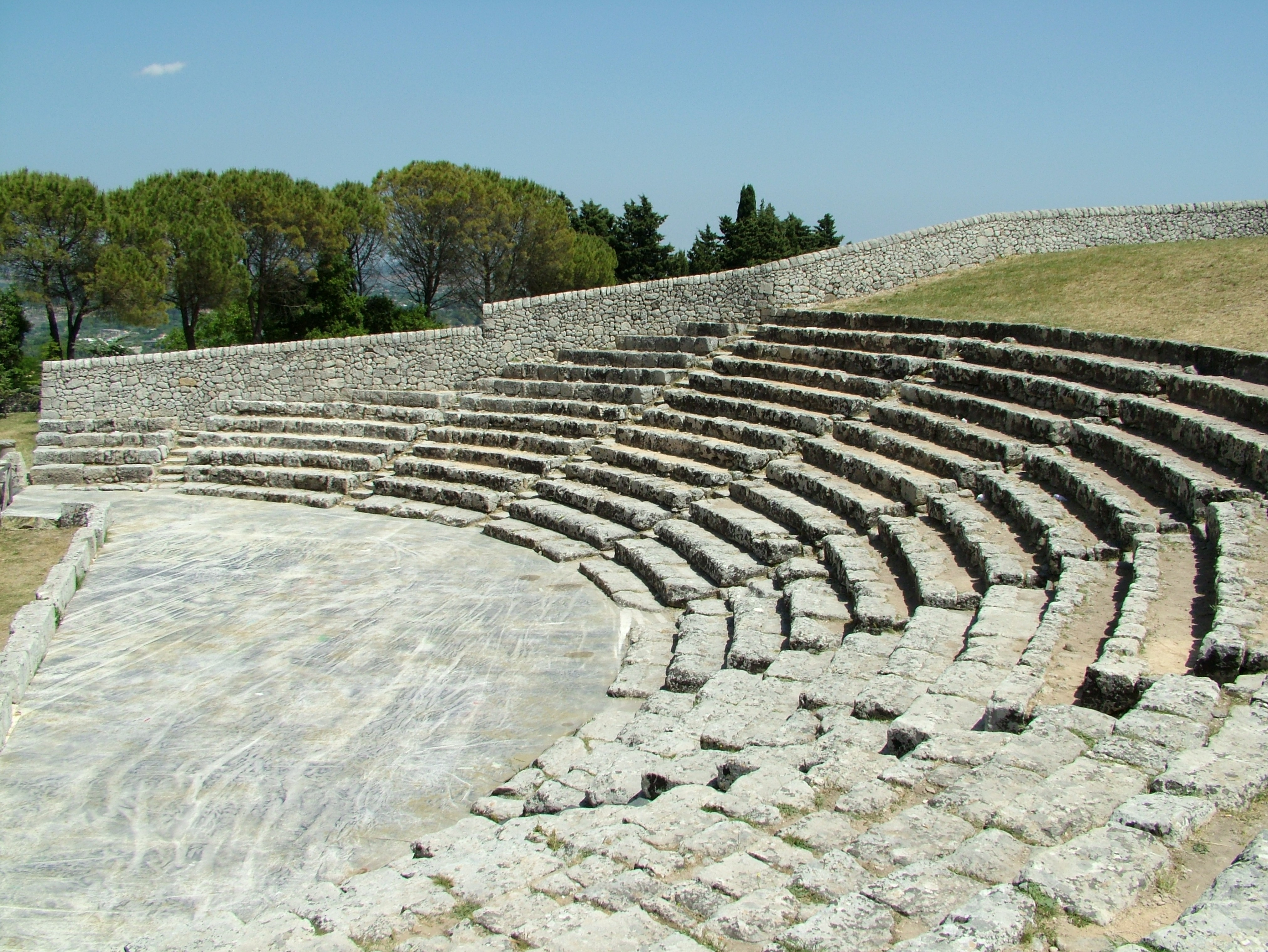
Théâtre grec.
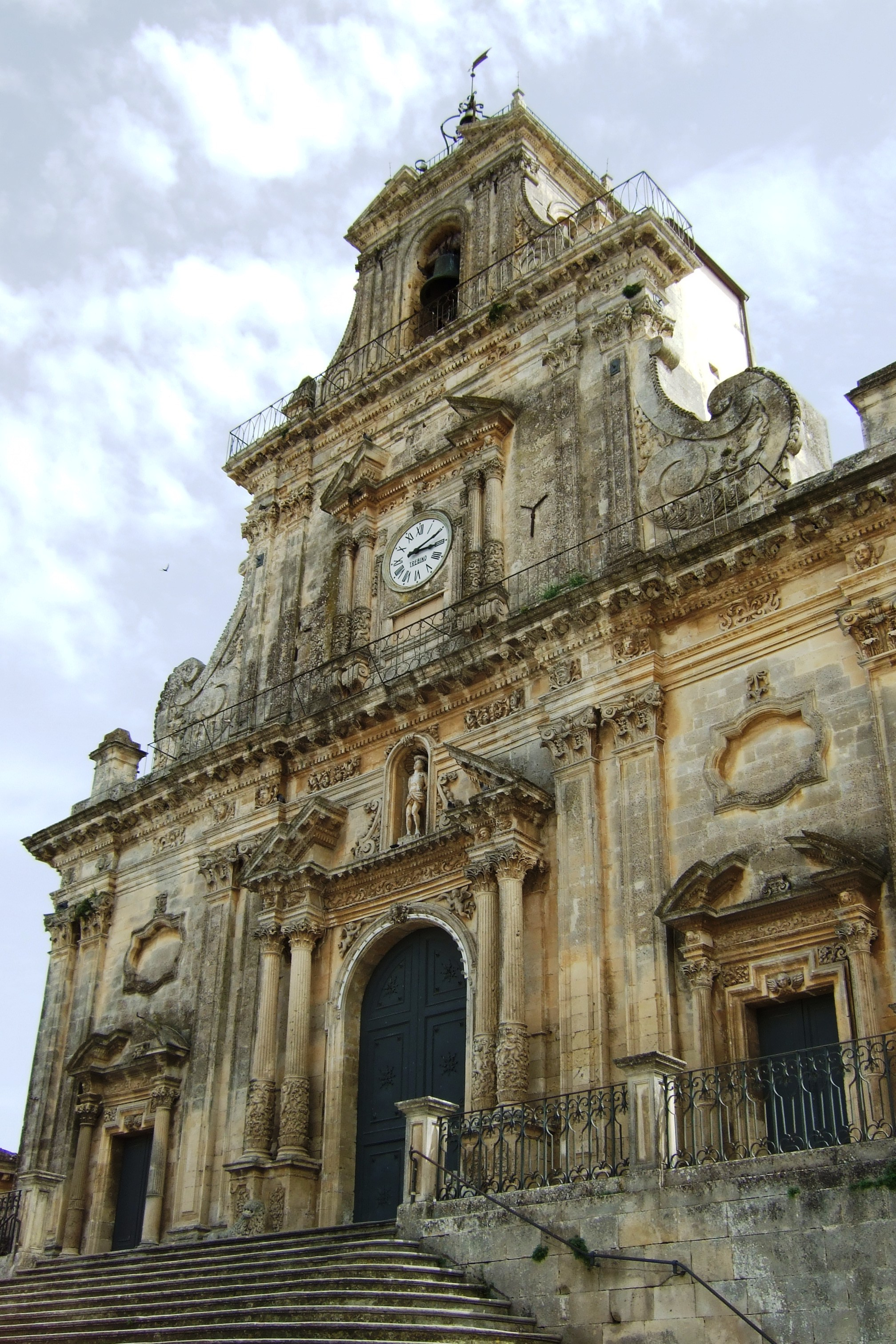
Église San Paolo.
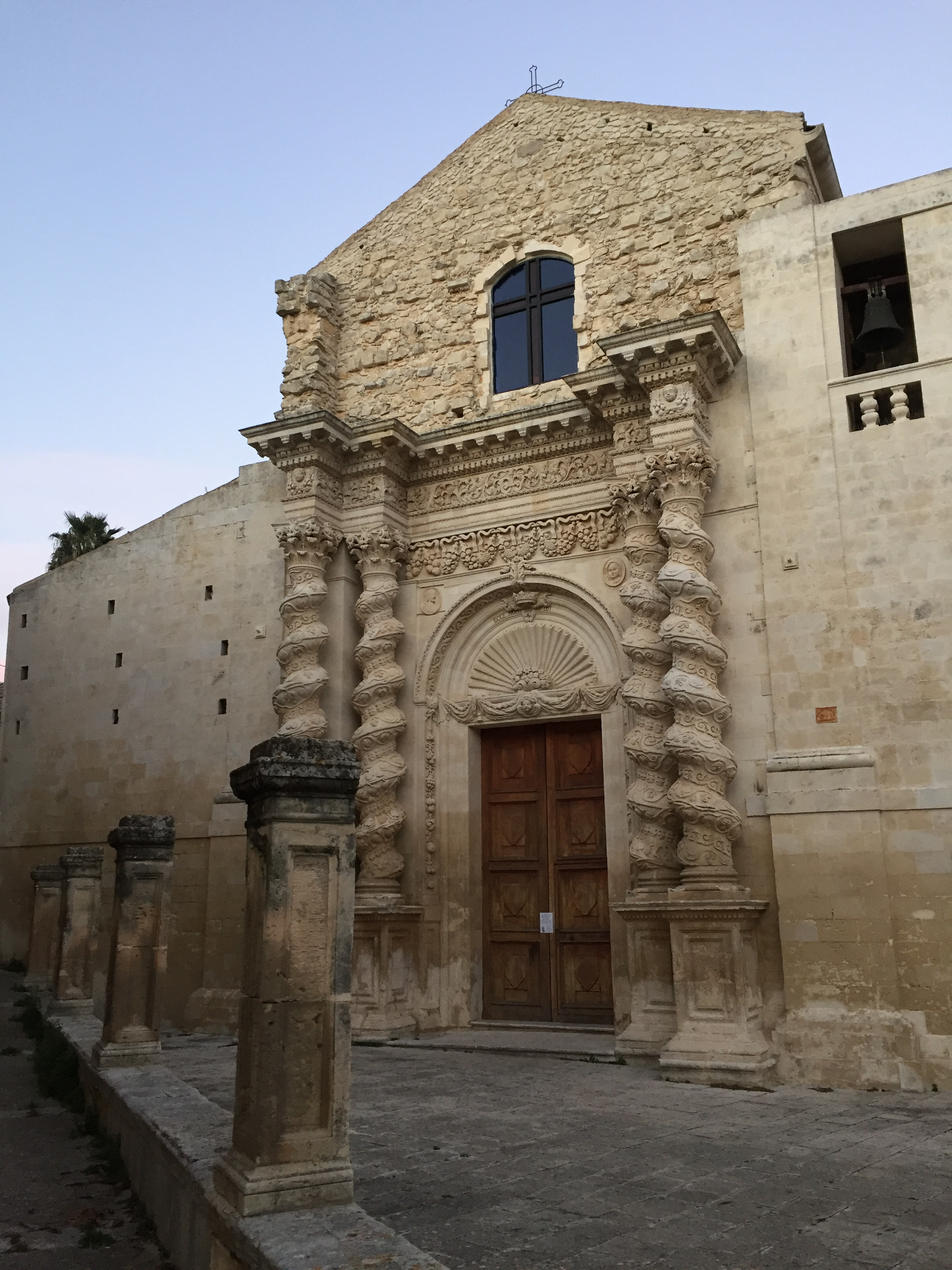
Église de l'Assunta.
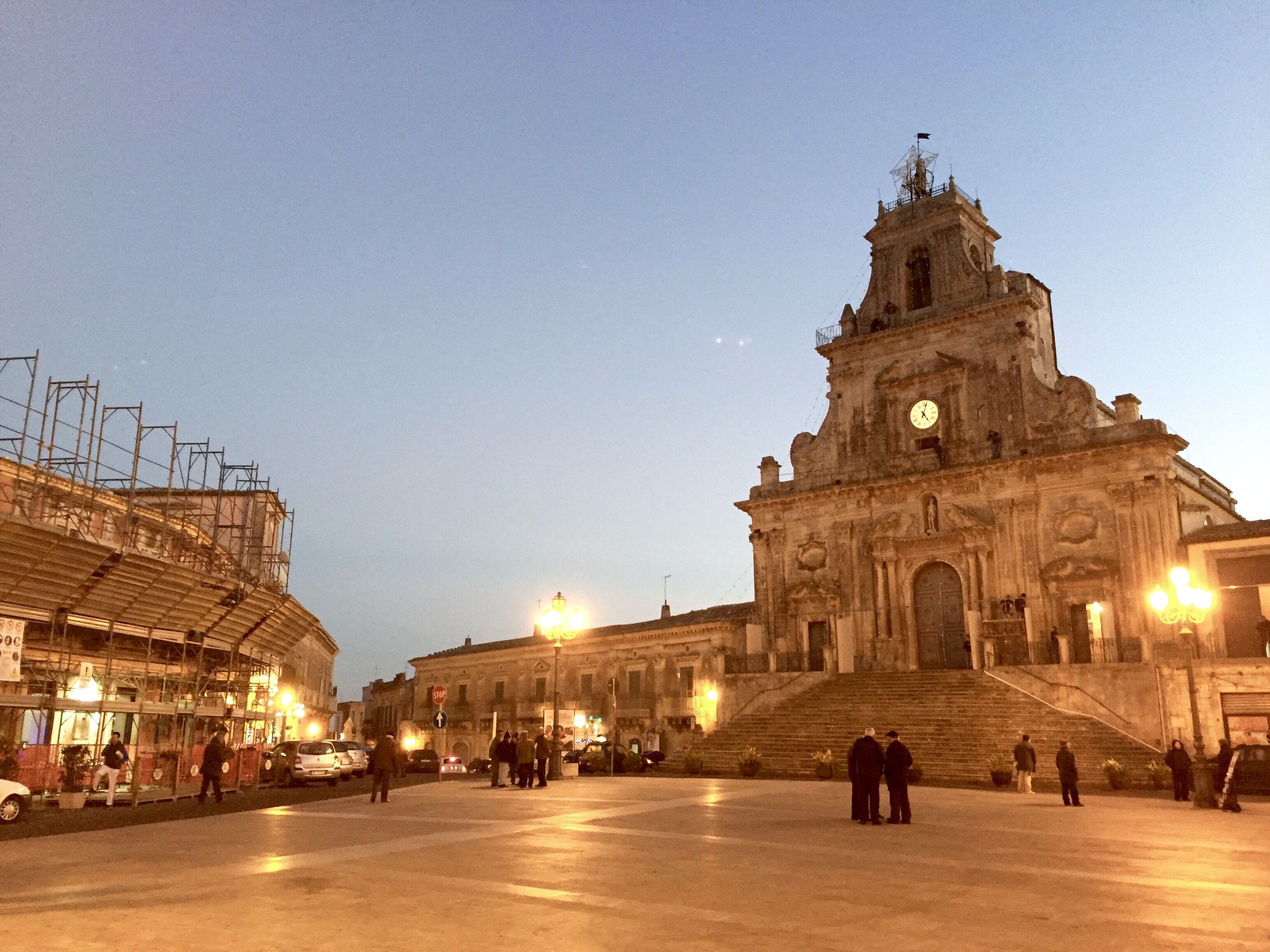
Piazza del Popolo.
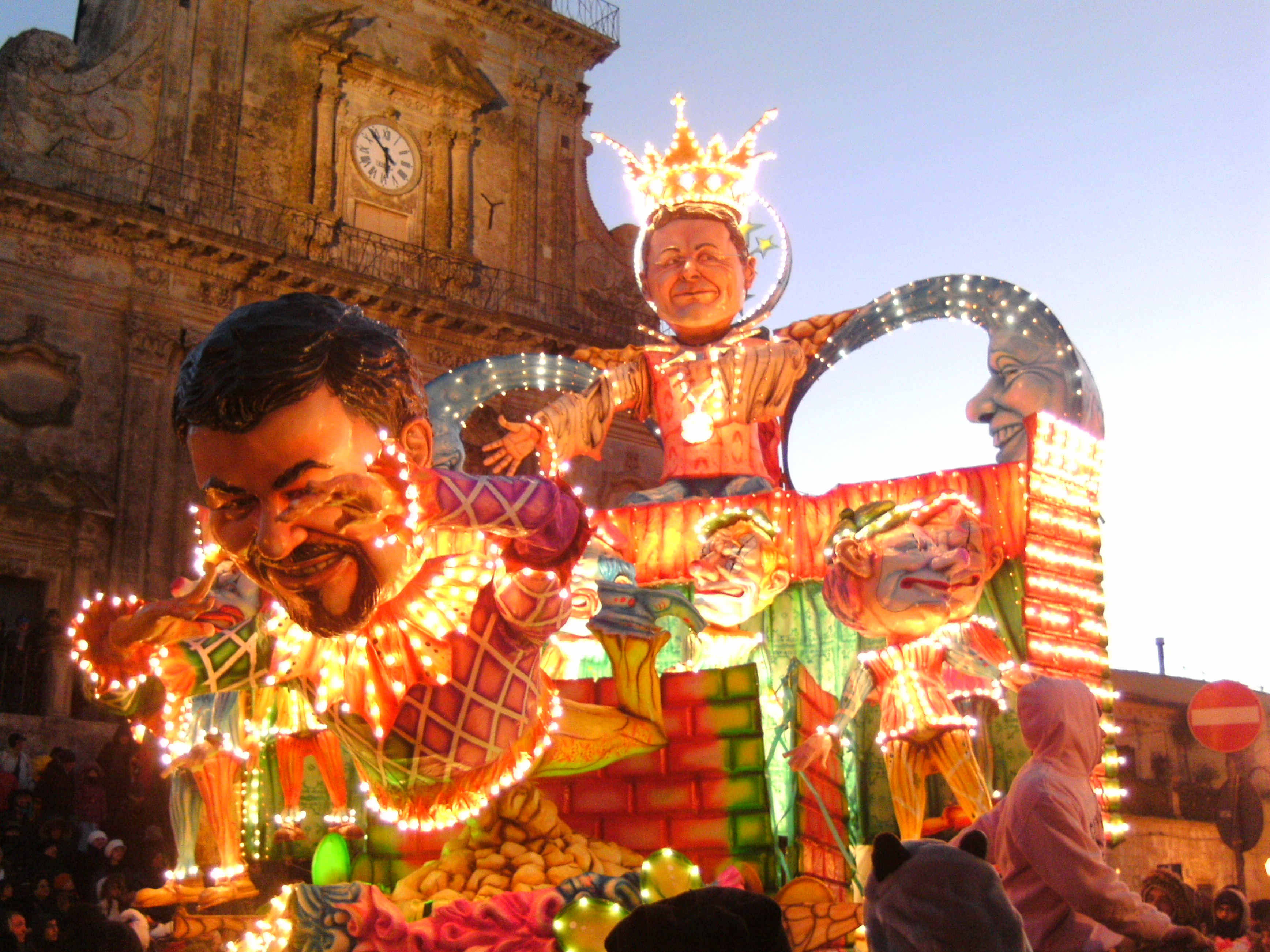
Le carnaval de Palazzolo.

## Administration
| Période                                  | Période  | Identité       | Étiquette | Qualité |
| ---------------------------------------- | -------- | -------------- | --------- | ------- |
| 27 mai 2003                              | En cours | Domenico Nigro |           |         |
| Les données manquantes sont à compléter. |          |                |           |         |

### Hameaux
Aucun hameau

### Communes limitrophes
Buscemi, Cassaro, Floridia, Modica (RG), Noto, Syracuse, Solarino, Sortino.